# Симбирцев, Василий Николаевич
Васи́лий Никола́евич Симби́рцев (14 января 1901, Санкт-Петербург — 19 октября 1982, Москва) — советский, российский архитектор. Народный архитектор СССР (1975). Лауреат Сталинской премии второй степени (1951). Главный архитектор Сталинграда (1944—1959).

## Биография
Василий Симбирцев родился 1 (14) января 1901 года в Санкт-Петербурге, мастера-литейщика. В 1903 году семья переехала в Симбирск. Первоначальное образование получил в 3-м мужском училище, в 1912 году поступил в Симбирскую классическую гимназию, где окончил 6-й класс к моменту её закрытия в 1918 году. Затем учился во 2-й школе им. Ленина, в годы Гражданской войны стал санитаром военно-санитарного поезда.
В 1921 году поступил на живописный факультет ВХУТЕМАСа, с 1922 по 1928 год учился во ВХУТЕИНе у Николая Ладовского, Владимира Кринского, Николая Докучаева, затем у Александра Веснина. В 1928 году окончил Высший художественно-технический институт (ВХУТЕИН).
С 1929 года преподавал в Московском архитектурном институте.
В 1929 году стал одним из организаторов ВОПРА, входил в состав правления организации.
В 1933—1934 годах работал в мастерской И. В. Жолтовского. 
Реализованы следующие проекты:

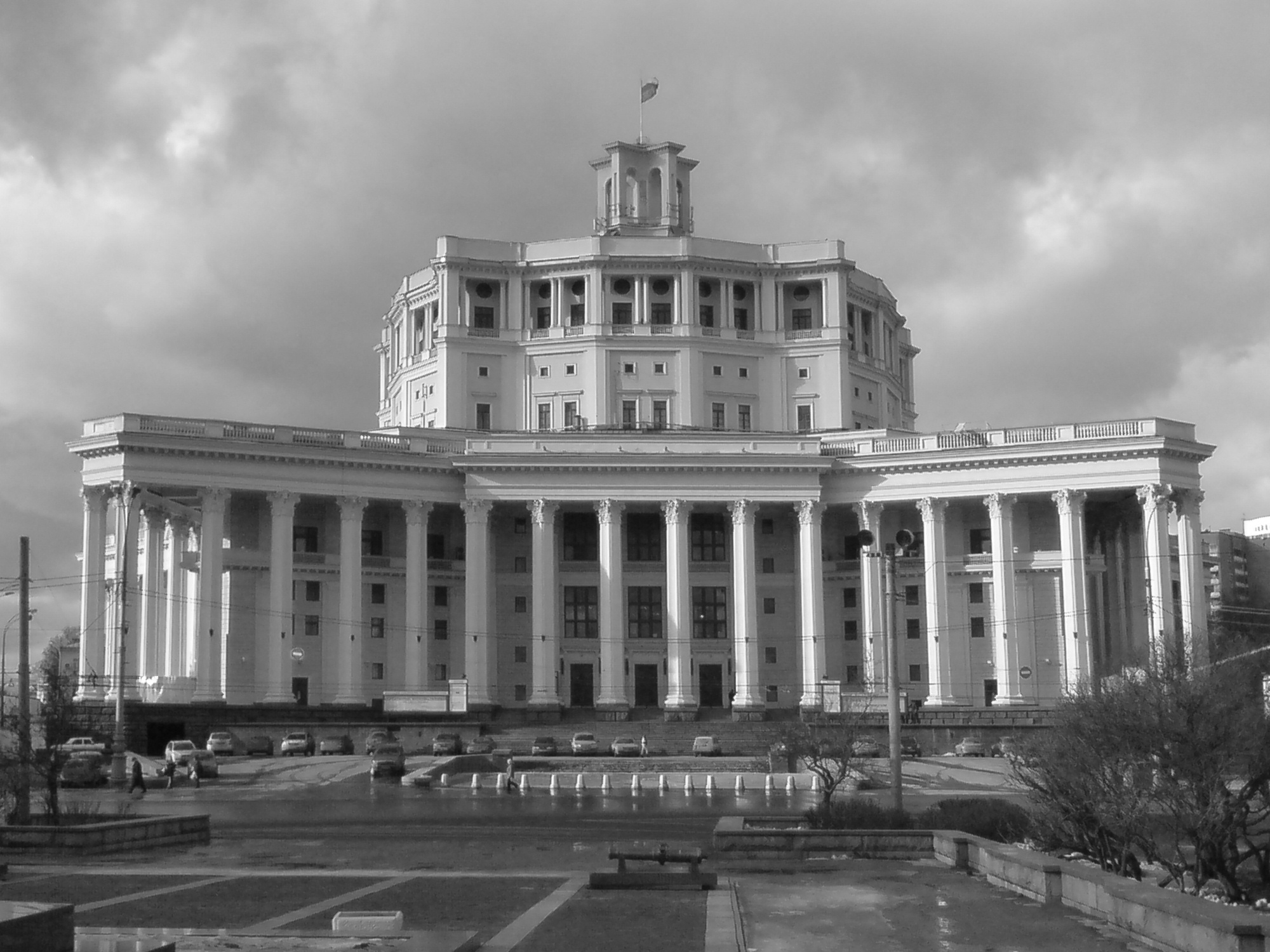
Центральный театр Красной Армии

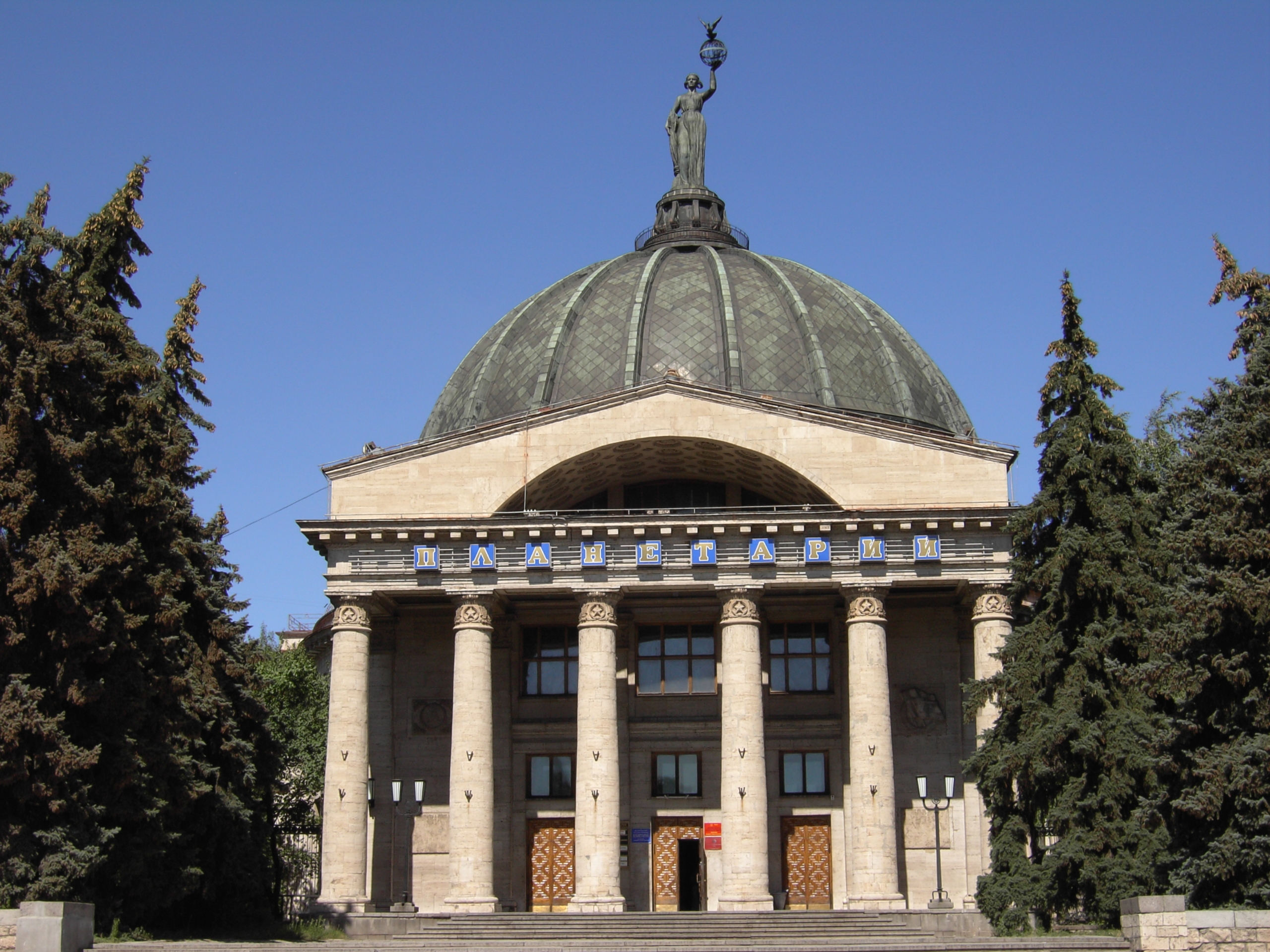
Волгоградский планетарий

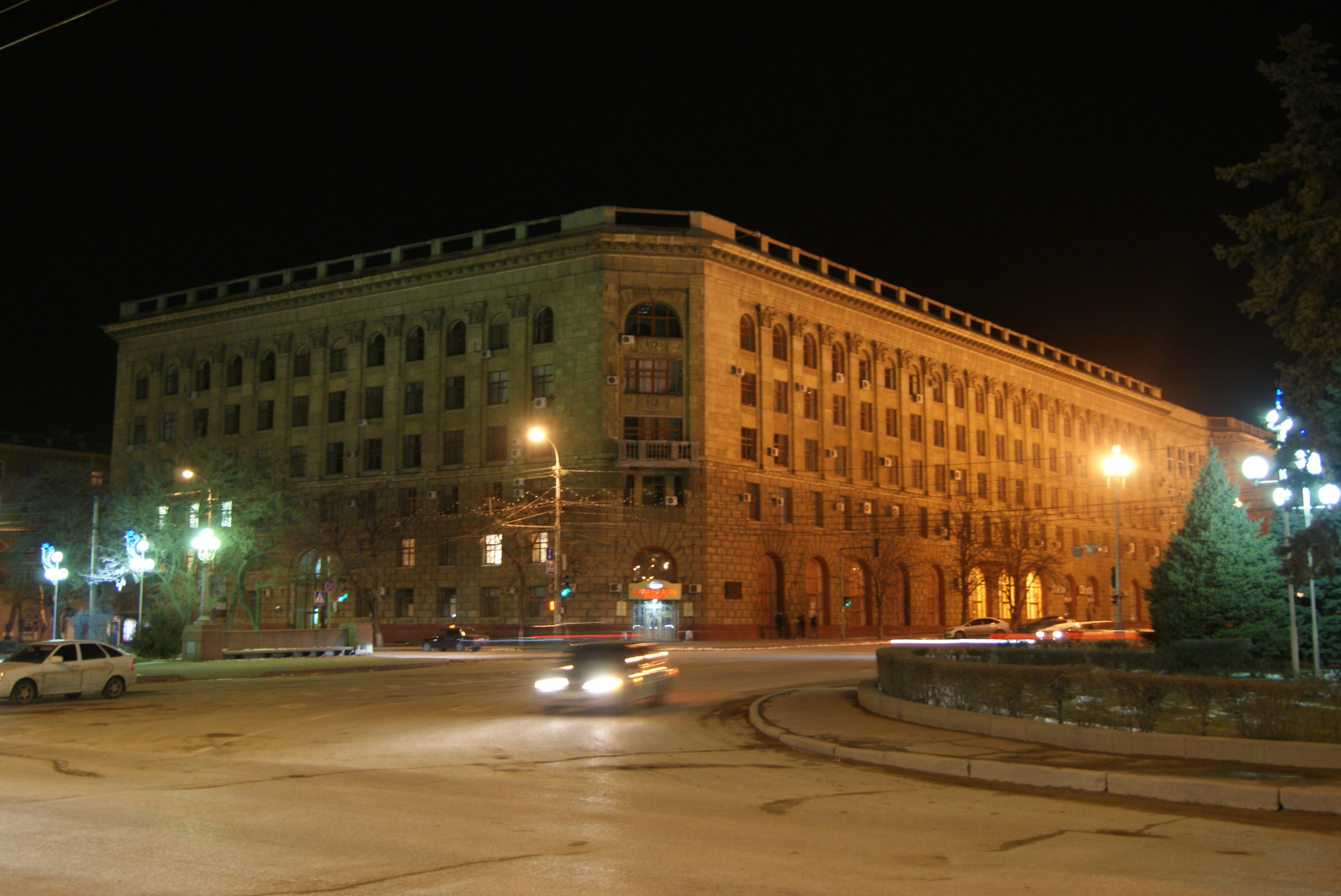
Волгоградский государственный медицинский университет

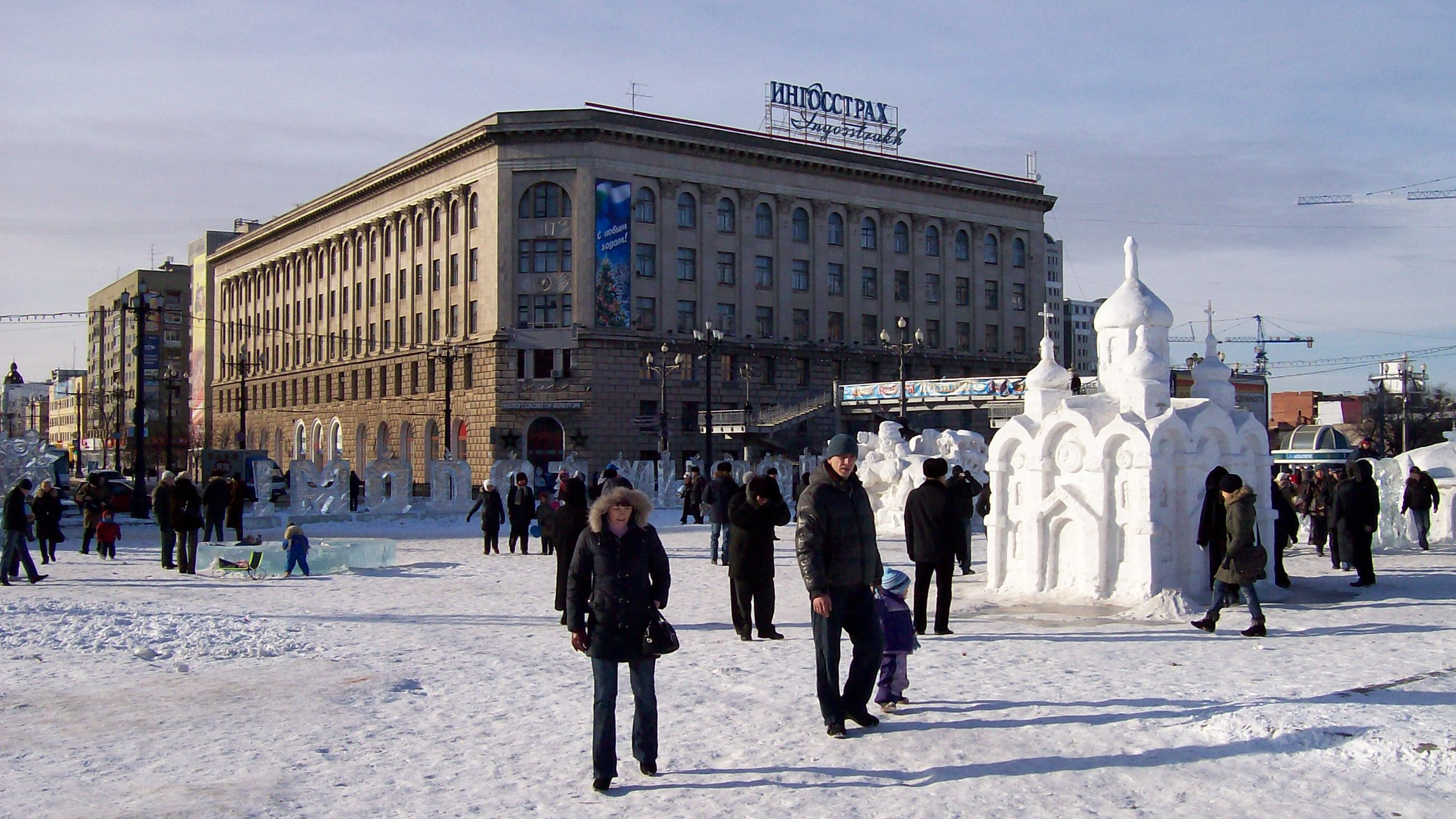
Дальневосточная академия государственной службы

- проект Дворца Советов — совместно с Каро Алабяном, 1931—1933, первая премия
- Центральный театр Красной Армии — совместно с Каро Алабяном, 1934—1940, первая премия
- павильон Белорусской ССР на Всесоюзной сельскохозяйственной выставке — совместно с Борисом Григорьевичем Бархиным, 1938—1939.
- жилые дома на Красносельской улице, Ленинградском шоссе, Промбанк на Тверском бульваре

В 1941 году был главным архитектором и инженером оборонительного строительства в Москве и Подмосковье.

### ВосстановлениеСталинграда
С 1944 по 1959 год занимал должность Главного архитектора Сталинграда.
Был одним из главных авторов восстановления Сталинграда после Сталинградской битвы: проектировал отдельные районы города, здания, в том числе Аллею Героев, площадь Павших Борцов, здание Высшей партийной школы (ныне Медицинский университет), (1950, совместно с Е. И. Левитаном), планетарий, Центральную набережную (1952—1953). Все работы выполнены с соавторами.
Центральная часть города, в сравнении с исторически сложившейся планировкой, была полностью перестроена, в процессе было снесено множество уже восстановленных после Сталинградской битвы либо подлежащих восстановлению зданий дореволюционного и довоенных периодов.
За восстановление центра города-героя Сталинграда, ставшего одним из примечательных ансамблей 1950-х годов, он был удостоен ордена Трудового Красного Знамени. Руководил восстановлением Казанского собора.
С 1955 по 1959 год (по некоторым источникам — до 1957 года) преподавал в Волгоградском институте инженеров городского хозяйства.

### Дальнейшая деятельность
Продолжил свою работу в Москве.
С 1959 года занимался экспериментальным проектированием и научно-исследовательской работой. С 1969 года возглавил реконструкцию жилого массива в Тимирязевском районе Москвы.
Работал над проектом генерального плана Иркутска; проектировал застройку жилого района Вторая Речка во Владивостоке (1960-е).
Действительный член Академии архитектуры СССР (1945, с 1956 — Академии строительства и архитектуры СССР).
Член КПСС с 1961 года. В 1974 году вышел на пенсию.
Скончался 19 октября 1982 года в Москве. Похоронен в Ленинграде на Богословском кладбище(в ряде источников в качестве места его захоронения ошибочно указывается Новодевичье кладбище).

## Награды и звания
- Народный архитектор СССР (1975)
- Сталинская премия второй степени (1951) — «за архитектуру здания областной партийной школы в Сталинграде» (ныне медицинский университет), вместе с Е. И. Левитаном[14]
- Орден Трудового Красного Знамени
- Медаль «Ветеран труда»
- Медаль «В ознаменование 100-летия со дня рождения Владимира Ильича Ленина»
- Медаль «За доблестный труд в Великой Отечественной войне 1941—1945 гг.»

## Память
- Улица и сквер имени В. Симбирцева в Волгограде